# Ligue communiste révolutionnaire
Die Ligue communiste révolutionnaire (Revolutionär-kommunistische Liga) war eine trotzkistische Partei in Frankreich, die von 1974 bis 2009 bestand. Sie löste sich im Februar 2009 auf, um in einer Neugründung, der Nouveau Parti Anticapitaliste (Neue Antikapitalistische Partei), einer nicht mehr ausschließlich trotzkistischen Partei, aufzugehen.

## Geschichte
Die LCR wurde 1968 als Ligue Communiste unter der Führung von Alain Krivine, Daniel Bensaïd und Henri Weber als französische Sektion der in der Tradition Leo Trotzkis stehenden Vierten Internationale gegründet und trug seit einem kurzzeitigen Verbot 1973 (nach welchem sie sich kurzzeitig Front communiste révolutionnaire – FCR – nannte) den bis 2009 benutzten Namen.
Für die revoltierende Jugend, die im Mai 68 in Frankreich eine Staatskrise auslöste, war die Französische Kommunistische Partei (FKP) aus mehreren Gründen uninteressant. Die revoltierenden Jugendlichen wandten sich eher dem Maoismus und Trotzkismus zu. Die Kommunistische Partei hatte zudem die studentische Streikbewegung kritisiert und sah auch in dem Generalstreik keine revolutionäres Potenzial. Vor allem die vom Brüsseler Sekretariat der IV. Internationale und seinem führenden Theoretiker Ernest Mandel vertretene Interpretation des Trotzkismus übte eine starke Anziehungskraft auf Intellektuelle aus.
Trotz spektakulärer Auftritte der Vorgängerorganisationen der LCR um 1968 und einem starken Interesse an ihr von Seiten der revoltierenden Jugend, gelangte die Liga nicht über ein Randdasein hinaus. Nach 1990 begann die LCR an Bedeutung zu gewinnen. Der Zusammenbruch des realen Sozialismus in Europa löste bei der FKP eine tiefe Desorientierung aus. Zwar bereitete die Situation, in der weithin jede Alternative zum Kapitalismus als diskreditiert angesehen wurde, zunächst auch der LCR Schwierigkeiten, sie konnte sich von der Krise aber besser erholen als die FKP. Die LCR engagierte sich stark in antirassistischen und antifaschistischen Bewegungen gegen den Rechtsextremisten Le Pen und viele ihrer Mitglieder beteiligten sich am Aufbau einer neuen linken Gewerkschaftsbewegung, der Union syndicale Solidaires.
Wahlpolitisch setzte die LCR im Laufe der 90er Jahre vorwiegend auf Bündnisse mit der erfolgreicheren anderen trotzkistischen Partei Lutte Ouvrière. Zwischen LO und LCR konnten jedoch grundlegende Differenzen nicht überwunden werden.
2002 trat für die LCR Olivier Besancenot als Kandidat zur Präsidentschaftswahl an und erzielte sensationelle 4,3 Prozent der Stimmen (etwa 1,2 Millionen Stimmen).
Mit der Losung Unser Leben ist mehr wert als ihr Profit engagiert sich die LCR stark in der globalisierungskritischen Bewegung.
Im ersten Wahlgang der Präsidentschaftswahl 2007 erreichte der LCR-Kandidat Olivier Besancenot mit 1.498.581 Stimmen (4,08 %) ein ähnliches Ergebnis wie 2002. Eine auch von der LCR angestrebte „anti-neoliberale Einheitskandidatur“ war auf Grund von Differenzen zwischen den an der Diskussion hierüber beteiligten Kräften (darunter auch der PCF) nicht zustande gekommen, einige prominente LCR-Mitglieder wie der Ökonom Michel Husson verließen daraufhin die Partei oder riefen wie Christophe Aguiton zur Wahl von José Bové auf.
2009 löste sie sich zugunsten einer neuen, größeren Organisation der antikapitalistischen Linken auf. Ihre Mitglieder wurden daraufhin in der Nouveau Parti Anticapitaliste aktiv.

## Politische Positionen
Ideologisch hatte sich die LCR von der Definition einer rein trotzkistischen Partei im Laufe ihres Bestehens gelöst und betrachtet seither auch libertäre und rätekommunistische Traditionen als legitime Elemente der Neuformierung einer revolutionären Bewegung.
Besancenot hat an einigen Positionen von Trotzki, etwa seinem Eintreten für die Militarisierung der Arbeit, Kritik geübt. Die von Trotzki geführte Niederschlagung des gegen die Bolschewiki gerichteten Aufstands von Kronstadt (1921) wurde in der LCR äußerst kontrovers beurteilt. In ihrem Programm hatte die LCR im November 2003 den Begriff Diktatur des Proletariats durch die historisch weniger belastete Forderung nach „Arbeitermacht“ und „sozialistischer Demokratie“ ersetzt.